# Vinhejre
Vinhejre (latin: Ardeola bacchus) er en fugleart, der lever i Østasien.